# Peña Negra Nopalera
Peña Negra Nopalera är en ort i Mexiko.   Den ligger i kommunen Santa Lucía Monteverde och delstaten Oaxaca, i den sydöstra delen av landet, 300 km söder om huvudstaden Mexico City. Peña Negra Nopalera ligger 1 106 meter över havet och antalet invånare är 284.
Terrängen runt Peña Negra Nopalera är kuperad åt sydväst, men åt nordost är den bergig. Runt Peña Negra Nopalera är det ganska glesbefolkat, med 28 invånare per kvadratkilometer. Närmaste större samhälle är Putla Villa de Guerrero, 18,6 km nordväst om Peña Negra Nopalera. I omgivningarna runt Peña Negra Nopalera växer huvudsakligen savannskog.